# Som brødre vi dele (dokumentarfilm)
|  | Denne artikel er oprettet af botten Steenthbot ud fra en ekstern database. Den kan derfor have sproglige fejl eller mangler. Denne skabelon kan fjernes efter kontrol af indholdet. |

Som brødre vi dele er en dansk dokumentarfilm fra 1970 instrueret af Poul Trier Pedersen efter eget manuskript.

## Handling
Filmen, der er lavet i 1970, udforsker, hvad EDB-fremtiden har i vente for os på et område som lønforskelle som udtryk for velstandsfordelingen i velfærdssamfundet. Deler vi som brødre? Tør vi?

## Medvirkende
- Benny Hansen
- Torben Jetsmark
- Lene Larsen
- Holger Munk
- Elin Reimer
- Christiane Rohde
- Bent Warburg